# Hassan Abshir Farah
Hassan Abshir Farah (som. Xasan Abshir Faarax, arab. حسن ابشير فرح, ur. 20 czerwca 1945 w Garoowe, zm. 12 lipca 2020) – somalijski polityk, premier Somalii w latach 2001–2003, kandydat w wyborach prezydenckich w 2009.

## Życiorys

### Edukacja
Uczęszczał do szkoły średniej w Mogadiszu w latach 1961-1965. Następnie w latach 1965 -1967 studiował na Egipskiej Akademii Wojskowej w Kairze, a w 1980 roku rozpoczął studia prawnicze na Uniwersytecie Somalijskim, które ukończył w 1986 roku. Potrafił porozumiewać się w języku somalijskim, arabskim, angielskim oraz włoskim.

### Kariera
Swoją karierę rozpoczął w 1969 roku jako burmistrz Mogadiszu. Później został gubernatorem środkowej Szabelli oraz Bakool. Pełnił także funkcję ambasadora w Japonii oraz Niemczech.
Po ogłoszeniu niepodległości przez Putland pełnił funkcję pierwszego ministra spraw wewnętrznych. 
W listopadzie 2001 roku został premierem Somalii. 
W 2004 roku został ministrem rybołówstwa. Na tym stanowisku podpisał dwuletni kontrakt o wartości 55 milionów dolarów, który miał zabezpieczyć wybrzeże Somalii.  
W 2008 roku rozpoczął kampanię prezydencką w Putlandzie, jednak nie osiągnął celu, a prezydentem został  Abdirahman Mohamud Farole. 

### Śmierć
Zmarł w Turcji w 2020 roku. Za przyczynę śmierci uznano zachorowanie na covid-19.